# ゆるスポーツ
ゆるスポーツとは、世界ゆるスポーツ協会が提唱する、「性別・年齢・運動神経に関わらず、だれもが楽しめる新スポーツ」である。現在、110競技以上のゆるスポーツが世界ゆるスポーツ協会によって創られている。

## 概要
ゆるスポーツとは、「年齢・性別・運動神経に関わらず、だれもが楽しめる新スポーツ」の総称であり。2015年の世界ゆるスポーツ協会発足以降に生まれたゆるスポーツ競技が、現在110競技以上ある。
代表理事の澤田智洋は、自身の息子の目が不自由であり、自身も所謂運動音痴であることをきっかけに、運動が得意でない人や障害がある人など、従来の運動やスポーツにおいて阻害されてきた人たちを「スポーツ弱者」と位置づけ、こうした人たちでも楽しめる「ゆるスポーツ」という新たなスポーツの概念を創出した。澤田は、「理想は誰一人、取りこぼさないこと」と語っており、既存のゆるスポーツが楽しめなかったり、そもそもできなかったりする人に対しては、新競技を開発して理想の実現を目指している。
電通デジタルが入社研修に採用するなど、コミュニケーションを深めたり互いの違いを認め合える社会をつくる手段としても期待されている。

## コンセプト
ゆるスポーツには「5LINES」という5つの定義がある。
（１）老若男女健障、だれでも楽しめる。
ハンデではなくルールで平等の制限を設けることで、年齢や性別、運動神経、障がいの有無に関わらず、誰もが同じ競技を楽しむことができるように設計されている。
（２）勝ったら嬉しい。負けても楽しい。
ゆるスポーツにおいても勝ち負けは重要なポイントであるが、勝ち負け以外の部分に最大の価値をおいている。ゆるスポーツにおけるトッププライオリティは「全体の楽しいの総和の最大化」である。
（３）プレイヤーも観客も笑える。
人を惹きつける上で、「笑える」ことは必須の条件である。「笑える」ことは、今まで運動やスポーツに関心がない人・苦手意識がある人が行動を起こすきっかけになり得る。
（４）ビジュアルと名前が面白い。
見た目や名前が面白いことは、人と共有したいと思う要素である。ゆるスポーツは、SNSや口コミ、メディアによる伝播により、多くの人と共有し楽しめるプラットフォームへと成長している。また、「ただ面白いだけ」ではなく、納得できるストーリー（競技が生まれた背景、ルール設計など）があることも特徴である。
（５）社会課題からスタートしている。
すべての競技が何らかの社会課題へのアプローチのために作られている。ゆるスポーツが扱う社会課題は、人間が集まることで発生する、解決すべきあらゆる課題であり、人間関係や疾病予防など幅広い分野にアプローチしている。

## 主な競技
- ベビーバスケ[7]
- 500歩サッカー[8]
- イモムシラグビー[9]
- ブラックホール卓球[10]
- ハンぎょボール[11]
- トントンボイス相撲[12]
- シーソー玉入れ[13]
- 100cm走[14]
- ピクトグラミー[15]
- フェイスマッチ[16]

## イベント
これまでに世界ゆるスポーツ協会が主催したイベントは以下の通りである。
ゆるスポーツランド
- ゆるスポーツ運動会2016[17]
- ゆるスポーツ運動会2017[18]
- ゆるスポーツランド2018[19]
- ゆるスポーツランド2019[20]
- ゆるスポーツランド2023[21]

ご当地ゆるスポーツアワード
- ご当地ゆるスポーツアワード2019[22]

- ご当地ゆるスポーツアワード2022[23]
- 第3回ご当地ゆるスポーツアワード[24]

## 受賞歴
- HEROs AWARD 2017[25]
- THE ONE SHOW, UX / UI部門, SILVER PENCIL『トントンボイス相撲』[26]
- 第8回アジア太平洋高齢者ケアイノベーションアワード(8th Asia Pacific Eldercare Innovation Award), Best Active Ageing Programme -community部門, 最優秀賞『トントンボイス相撲』[27]
- 2021年度グッドデザイン賞 『ARゆるスポーツ』[28]

## 関連書籍
- 澤田智洋『ガチガチの世界をゆるめる』（株式会社百万年書房、2020年9月30日）[29][30]
- 澤田智洋『マイノリティデザインー弱さを生かせる社会をつくろう』（株式会社ライツ社、2021年3月3日）[31][32]